# Dieter Kaltenbach

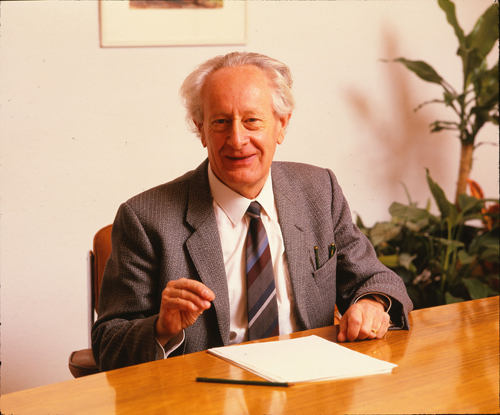
Dieter Kaltenbach 1987

Dieter Ruprecht Kaltenbach (* 22. Dezember 1923 in Lörrach; † 28. Dezember 1996 ebenda) war deutscher Unternehmer insbesondere geschäftsführender Gesellschafter der Dieter Kaltenbach Verwaltungsgesellschaft und Stifter der nach ihm benannten Dieter Kaltenbach Stiftung in Lörrach.

## Leben und Wirken
Dieter Kaltenbach war der erstgeborene von drei Kindern des Ingenieurs Hans Kaltenbach und dessen Ehefrau Lise geborene Maurer. Die ersten Schuljahre verbrachte ebenso wie sein Bruder Martin Kaltenbach auf Wunsch des Vaters in der Rudolf-Steiner-Schule in Basel. Seine Mutter, eine diplomierte Klavierlehrerin, soll dagegen der Anthroposophie kritisch gegenübergestanden sein. Als die Grenze zu Basel aus Kriegsgründen geschlossen wurde, trat er in das Hans-Thoma-Gymnasium Lörrach ein. Im Jahr 1942 wurde er nach dem Abitur zum Militärdienst einberufen, bewarb sich als Eisenbahnpionier und war als solcher in Frankreich und auf dem Balkan eingesetzt. Anfang 1945 geriet er als Leutnant in amerikanische Gefangenschaft.
Nach seiner Rückkehr aus der Gefangenschaft nahm er das Studium des Maschinenbaus an der TH Karlsruhe auf. Nach einem Jahr brach er das Studium ab und begann eine Lehre als Maschinenschlosser im elterlichen Betrieb. Nach seiner Gesellenprüfung blieben ihm drei Jahre Vorbereitungszeit, bis er nach dem Tod seines Vaters die Leitung der Maschinenfabrik Kaltenbach übernahm und erfolgreich weiterführte.
1965 gründete er die Dieter-Kaltenbach-Stiftung, die sich die Persönlichkeitsbildung von Menschen unterschiedlichen Alters durch künstlerische Gestaltung zum Ziel gesetzt hat. Dafür wurde 1973 das Zentrum für Spielen und Gestalten errichtet. Zusätzlich rief Dieter Kaltenbach 1976 den Berufsbildungsverein Lörrach (BBV) ins Leben, später auch den Verein für Jugend und Berufshilfe (VJB).
Neben einem Sohn aus erster Ehe hatte Dieter zusammen mit seiner Frau Christine Kaltenbach, geborene Leber fünf Kinder. Sein Sohn Valentin Kaltenbach trat 1996 die Nachfolge in der Leitung der Dieter Kaltenbach Verwaltungsgesellschaft an.

## Ehrungen
- 1979 erhielt er für dieses soziale Engagement die Ehrennadel des Landes Baden-Württemberg
- 1982 wurde er von Rotary International zum Paul Harris Fellow ernannt.
- 1989 Bundesverdienstkreuz am Bande
- 1995 erhielt er den „Hebeldank“ des Hebelbundes Lörrach,[1] den schon sein Vater Hans Kaltenbach 1952 erhalten hatte.
- Frau Christine Kaltenbach (1935–2023), Witwe des Stiftungsgründers, erhielt für das soziale Engagement der Familie Kaltenbach, den nach dem Lörracher Markus Pflüger benannten Markus-Pflüger-Preis 2012 der Stadt Lörrach.[2][3]